# (35494) 1998 FZ31
1998 FZ31 (asteroide 35494) é um asteroide da cintura principal. Possui uma excentricidade de 0.10776480 e uma inclinação de 14.69000º.
Este asteroide foi descoberto no dia 20 de março de 1998 por LINEAR em Socorro.